# Kópavogskirkja
Kópavogskirkja er en kirke på Kópavogurbakken i nærheden af Reykjavík. Den er tegnet af arkitekterne Hörður Bjarnason og Ragnar Emilsson og indviet 12. december 1962 efter to års byggeri. 
Kópavogskirkja er i det ydre en centralkirke, i det Indre en salkirke. Planen er baseret på et græsk kors. Alteret er i øst og orgel på en empore i vest. Også mod nord og syd er der gallerier med siddepladser for kirkens besøgende.
Kirkens vinduer er tegnet af Gerður Helgadottir (†1975), primært i farverne blå og rød, og de skaber i det indre et stemningsfuldt lys.
De hinanden overlejrende skaller kan minde om Operahuset i Sydney af Jørn Utzon.

## Galleri
|  |